# Babinci
Babinci este o localitate din comuna Ljutomer, Slovenia, cu o populație de 292 de locuitori.